# Antonella Costa
Antonella Costa (Roma, 19 de março de 1980) é uma atriz argentina nascida na Itália. Ela é conhecida por seus trabalhos em Diários de Motocicleta (2004), Garage Olimpo (1999) e O Vento (2005).